# Opština Kisela Voda
Die Opština Kisela Voda (mazedonisch Општина Кисела Вода; albanisch Komuna e Ujit të Thartë) ist eine der zehn Opštini der nordmazedonischen Hauptstadt Skopje. Sie liegt im südöstlichen Teil der Stadtgemeinde und hatte laut der letzten Volkszählung vom Jahr 2021 61.965 Einwohner. Davon waren 52.030 Mazedonier, 953 Serben, 732 Türken, 653 andere, 636 Aromunen, 581 Bosniaken, 467 Roma, 418 Albaner, 15 undeklariert, 41 unbekannt und 5.439 Personen wurden von den Gemeinderegistern gezählt, deren ethnische Zugehörigkeit unbekannt war.